# Free Negro
Free Negro var en historisk amerikansk term för en svart person i USA som var lagligen fri under tiden av slaveri i USA.
Tekniskt sett hänvisade termen till alla fria medborgare av afrikanskt ursprung. I praktiken användes det dock mest om personer som antingen blivit frigivna under sin egen livstid istället för att födas fria, och som var av visuellt tydligt afrikanskt ursprung, medan en färgad person som blivit född fri oftare kallades för det vidare begreppet Free People of Colour. 